# Csányi Erika (színművész)
Csányi Erika (Szolnok, 1977. április 22.) magyar színésznő, énekesnő, humorista.

## Élete
Édesapja Csányi Sándor gasztrofilozófus, a Szolnoki Gulyásfesztivál alapítója. Testvére Csányi Sándor Csaba zenész. Középiskolai tanulmányait a szolnoki Széchenyi István Gimnáziumban folytatta. 1996-tól a békéscsabai „A Fiatal Színházművészetért Alapítványi Színiiskola” növendéke volt, ahol 2000-ben szerzett színész diplomát Karczag Ferenc osztályában. 2000-ben az Operettszínház németországi turnéján szerepel. 2001-től 2006-ig a Szolnoki Szigligeti Színház társulatának tagja. 
2006-tól szabadúszó. 2007-től szólóénekesként lépett fel. 2009. tavaszától az Esőnap Acoustic Duo énekese. 2015-től 2016-ig a budapesti NŐStények női stand-up társulat tagja és a Rádió Bézs női internet rádió Nőttön Nő című műsorának műsorvezetője. 2016 őszén Bali Jánossal és Burszán Verával megalapítja a SZÖSZ Comedy-t, 2017-ben a #vellpuszcsi paródiazenekart. 
A Rádiókabaré szerzője és előadója. 2017-től a Veres 1 Színház művésze. A 2021-ben Steinkohl Erikával "Nő" a humor címmel készült színházi est egyik szerzője és szereplője. Első filmszerepében 2022-ben mutatkozott be a Zanox – Kockázatok és mellékhatások című filmben, Baranyi Benő rendezésében. Színpadi szerzőként a Mennyország fitness című monodrámával debütált 2023-ban.

## Munkássága

### Színpadi szerepei
- Csukás István: Mirr-murr, a kandúr (1996)
- Anton Pavlovics Csehov: Jubíleum – Tatyjana (1997)
- Anton Pavlovics Csehov: Három nővér – Mása (1997)
- Grimm – Konter – Háy – Gulyás: Csipkerózsika – Demona ördöge (1998)
- Füst Milán: A zongora – Eleonóra (1998)
- Pavlovics Miklós: Ördög a zsákban – Boszorkány (1998)
- Polgár András – Král Gábor – Zakar István: Mesék meséje – Panna (1998)
- James Leisy – Carl Eberhard: Alice – Sasfiók (1999)
- Lord Lloyd Webber: Evita – Evita testvére (1999)
- Kálmán Imre: Csárdáskirálynő – Roni szeretője (1999)
- Lord Lloyd Webber: Jézus Krisztus szupersztár – Apostolfeleség (1999)
- Lilian Hellman: A kis rókák – Birdie (2000)
- Nico Dostal – Hermann Hermecke: Die Ungarische Hochzeit (2000)
- Euripidész: Oreszteia (2003)
- David Yazbek – Terrence McNally: Alul semmi (2003)
- Örkény István: Macskajáték – Ápolónő (2005)
- Mihail Lermontov: Álarcosbál (2006)
- Marcel Prust: Az eltűnt idő nyomában – Dr. Cottard-né (2006)
- Ray Cooney – John Chapman: Ne most, drágám! – Mrs. Frencham (2017)
- Neil Simon: Pletykafészek – Cookie Cusack (2019)
- Bohumil Hrabal: Sörgyári Capriccio – Sörgyári munkás asszony (2021)
- Vörösmarty Mihály: Csongor és Tünde (beavató színház) – Ilma, Mirigy (2022)
- Böhm György – Korcsmáros György: Szép nyári nap – Terike, a bácsszentmáriai Szovjet-Magyar Barátság TSZ paradicsom-feldolgozó melléküzemágának dolgozója (2023)
- Csányi Erika: Mennyország fitness – Katalin, Zsuzsanna (2023)

### Filmszerepei
- Zanox – Kockázatok és mellékhatások – Janka anyja (2022)
- Éhség - Marika (2023)

### Televíziós szerepei
- Shakespeare etűdök (Rómeó és Júlia, Szeget szeggel, Othello) – Júlia, Izabella, Desdemona (1997) (Tv-felvétel, Csaba TV)
- Füst Milán: A zongora – Eleonóra (1998) (Tv-felvétel, Csaba TV)
- Lilian Hellman: A kis rókák – Birdie (2000) (Tv-felvétel, Csaba TV)
- Jóban Rosszban – Zsellér Mária (2015) (TV2)

### Egyéb szerepei
- Madách MOST – Madách Imre: Az ember tragédiája – Lucifer (2019)
- Mézes Lányok '21 – a veresegyházi Mézesvölgyi Nyár fesztivál reklámja (2021)

### Rádió
- Rádió Bézs – Nőttön Nő (műsorvezető) (2016)
- Kossuth Rádió – Rádiókabaré (szerző, előadó) (2016-)

### Stand-up comedy, kabaré
- NŐStények – Nőttön NŐ! (2015)
- NŐStények – Karácsonyi ámokfutás (2015)
- NŐStények – Pont G! 18+ (2016)
- SZÖSZ Comedy – Ej mi a SZÖSZ! (2016)
- Csányi&Stenci – "Nő" a humor (2021)

### Zene
- Esőnap Acoustic Duo – énekes (2009)
- vellpuszcsi – énekes, szövegíró, dalszerző (2017-)

### Könyv
- A mese véget ér…: Válogatás a Széchenyi István Gimnázium diákjainak alkotásaiból (1993) (társszerkesztő, az előszót írta)